# Balotaszállás
Balotaszállás é um município da Hungria, situado no condado de Bács-Kiskun. Tem 104,94 km² de área e sua população em 2015 foi estimada em 1.499 habitantes.